# سانتاکروز د یانگواس
سانتاکروز د یانگواس (به اسپانیایی: Santa Cruz de Yanguasیکی از دهستان های اسپانیا است که در سریا واقع شده‌است.

## خصوصیات
سانتاکروز د یانگواس ۳۳ کیلومترمربع مساحت و ۶۴ نفر جمعیت دارد.